# XVII Mistrzostwa Świata w Lataniu Precyzyjnym
XVII Mistrzostwa Świata w Lataniu Precyzyjnym – zawody lotnicze przez Międzynarodowej Federacji Lotniczej (FAI) w lataniu precyzyjnym, organizowane w dniach 21-26 lipca 2006 w Troyes we Francji, razem z XV Mistrzostwami Świata w Lataniu Rajdowym. Pierwsze trzy miejsca indywidualnie oraz pierwsze zespołowo zajęli w nich zawodnicy polscy.

## Uczestnicy
W zawodach sklasyfikowano 61 zawodników
z Polski (8), Czech (8), Francji (7), RPA (7), Austrii (6), Wielkiej Brytanii (4), Rosji (4), Szwecji (3), Finlandii (3), Szwajcarii (2), Norwegii (2), Danii (2), Litwy (2), Słowenii (1), Niemiec (1), Cypru (1). Wśród zawodników były trzy kobiety: Nathalie Strube (Francja), Mary De Klerk (RPA) i Sofia Swietłosanowa (Rosja).
Najpopularniejszym samolotem była Cessna 152 (30 zawodników), następnie Cessna 150 (18), Cessna 172 (6), 3Xtrim (2), PZL-104 Wilga 2000 (1), Glastar (1), Piper J-3 (1), MS-880 Rallye (1) i HB-23 (1) (liczby biorących udział samolotów były mniejsze, gdyż część zawodników korzystała z tych samych maszyn).
W skład polskiej ekipy wchodziło 8 zawodników:
- Michał Bartler - Cessna 152 SP-AKO
- Zbigniew Chrząszcz - Cessna 152 F-GCHD
- Janusz Darocha - Cessna 152 SP-FZY
- Marek Kachaniak - Cessna 152 SP-AKO
- Michał Osowski - Cessna 152 SP-FZY
- Krzysztof Skrętowicz - 3Xtrim SP-YUD
- Krzysztof Wieczorek - 3Xtrim SP-YUD
- Wacław Wieczorek - PZL Wilga 2000 SP-KPB

Rezerwowymi pilotami byli Michał Wieczorek i Dariusz Zawłocki, kapitanem zespołu Andrzej Osowski.

## Przebieg
15 i 17-21 lipca 2006 - dowolny trening (16 lipca 2006 pokazy lotnicze)
21 lipca 2006 - rejestracja i odprawa zawodników
22 lipca 2006 - otwarcie zawodów i oficjalny trening
23 lipca 2006 - konkurencja lądowań
24 lipca 2006 - pierwsza konkurencja nawigacyjna
25 lipca 2006 - druga konkurencja nawigacyjna
26 lipca 2006 - ogłoszenie wyników i zamknięcie (dzień rezerwowy)
23 lipca 2004 rozgrywana była konkurencja lądowań, w której pierwsze miejsce zajął Ron Stirk (RPA, C152, 2 punkty karne), drugie i trzecie Anton Tonninger (Austria, C152, 4 pkt) i Burkard Ryska (Niemcy, C152, 4 pkt). Najlepszy z Polaków Krzysztof Wieczorek uplasował się na 4 miejscu (8 pkt), ponadto Zbigniew Chrząszcz, Janusz Darocha i Krzysztof Skrętowicz zajęli miejsca 7-9 (odpowiednio 10, 10 i 11 pkt).
W pierwszej konkurencji nawigacyjnej 24 lipca pierwsze miejsce zajął Krzysztof Wieczorek (113 pkt karnych), drugie Petr Opat (Czechy, 126 pkt), trzecie Wacław Wieczorek (139 pkt). Ponadto w pierwszej dziesiątce zmieścili się na miejscach 4. i 5. Krzysztof Skrętowicz (143 pkt) i Marek Kachaniak (150 pkt).
25 lipca miała miejsce druga konkurencja nawigacyjna, w której dwa pierwsze miejsca zajęli Polacy: Janusz Darocha (53 pkt karne) i  Wacław Wieczorek (78 pkt), następnie Jiří Filip (Czechy, 95 pkt). W pierwszej dziesiątce znaleźli się także: Krzysztof Wieczorek (4. miejsce, 95 pkt), Krzysztof Skrętowicz (6. miejsce, 116 pkt) i Michał Bartler (8. miejsce, 132 pkt).
Zawody zakończyły się niekwestionowanym sukcesem polskich zawodników, którzy zajęli trzy pierwsze miejsca: w kolejności Krzysztof Wieczorek, Janusz Darocha i Krzysztof Skrętowicz, a dalszych 2 polskich pilotów zajęło miejsca w pierwszej dziesiątce. Dodatkowo, Krzysztof Wieczorek i Krzysztof Skrętowicz latali na samolocie polskiej konstrukcji 3Xtrim. Polska zwyciężyła również zespołowo. Miejsce czwarte i piąte indywidualnie zajęli zawodnicy czescy - bracia Jiří i Michal Filip. 

## Wyniki
Indywidualnie:
| #   | Imię, nazwisko       | Państwo | Samolot    | Numer rej. | Punkty karne za 1 / 2 / 3 konkurencję = suma |
| 1.  | Krzysztof Wieczorek  | Polska  | 3Xtrim     | SP-YUD     | 16 / 113 / 95 = 224 pkt                      |
| 2.  | Janusz Darocha       | Polska  | Cessna 152 | SP-FZY     | 20 / 189 / 53 = 262 pkt                      |
| 3.  | Krzysztof Skrętowicz | Polska  | 3Xtrim     | SP-YUD     | 22 / 143 / 116 = 281 pkt                     |
| 4.  | Jiří Filip           | Czechy  | Cessna 152 | OK-IKH     | 16 / 174 / 95 = 285 pkt                      |
| 5.  | Michal Filip         | Czechy  | Cessna 152 | OK-IKH     | 54 / 153 / 98 = 305 pkt                      |
| 6.  | Petr Opat            | Czechy  | Cessna 152 | OK-NAV     | 58 / 126 / 156 = 340 pkt                     |
| 7.  | Johan Nylen          | Szwecja | Cessna 150 | SE-ETN     | 32 / 162 / 168 = 362 pkt                     |
| 8.  | Michał Bartler       | Polska  | Cessna 152 | SP-AKO     | 32 / 204 / 132 = 368 pkt                     |
| 9.  | Marek Kachaniak      | Polska  | Cessna 152 | SP-AKO     | 46 / 150 / 177 = 373 pkt                     |
| 10. | Nathalie Strube      | Francja | Cessna 152 | F-GPRT     | 76 / 195 / 118 = 389 pkt                     |

Pozostałe miejsca polskich zawodników:
| 16. | Wacław Wieczorek   | Polska | PZL Wilga 2000 | SP-KPB | 266 / 139 / 78 = 483 pkt |
| 17. | Michał Osowski     | Polska | Cessna 152     | SP-FZY | 60 / 270 / 174 = 504 pkt |
| 20. | Zbigniew Chrząszcz | Polska | Cessna 152     | F-GCHD | 20 / 278 / 290 = 588 pkt |

Zespołowo:
1. Polska - 767 pkt karnych (Krzysztof Wieczorek 224 pkt, Janusz Darocha 262 pkt, Krzysztof Skrętowicz 281 pkt)
2. Czechy - 930 pkt karnych (Jiří Filip 285 pkt, Michal Filip 305 pkt, Petr Opat 340 pkt)
3. Francja - 1268 pkt karnych (Nathalie Strube 389 pkt, Eric Daspet 403 pkt #11, Patrick Bats 476 pkt #15)
4. Południowa Afryka - 2598 pkt
5. Austria - 2878 pkt
6. Wielka Brytania - 3133 pkt
7. Finlandia - 4629 pkt
8. Szwecja - 6272 pkt
9. Rosja- 6978 pkt